# Toronaeus sumptuosus
Toronaeus sumptuosus là một loài bọ cánh cứng trong họ Cerambycidae.